# Йонаго
Йонаго (на японски: 米子市) е град в префектура Тотори, западна Япония. Населението му е около 150 000  души (2012).
Разположен е на 38 m надморска височина в западната част на остров Хоншу, на брега на Японско море и на 80 km западно от град Тотори. Селището възниква около основан в началото на XVII век замък, който през периода Едо е владение на клана Икеда.

## Известни личности
Родени в Йонаго
- Кихачи Окамото (1924-2005), режисьор